# 377 (číslo)
Tři sta sedmdesát sedm je přirozené číslo, které následuje po čísle tři sta sedmdesát šest a předchází číslu tři sta sedmdesát osm. Římskými číslicemi se zapisuje CCCLXXVII a řeckými číslicemi τοζ.

## Matematika
377 je:
- Poloprvočíslo
- Nešťastné číslo
- Fibonacciho číslo
- Součet druhých mocnin prvních šesti prvočísel

## Astronomie
- (377) Campania je planetka hlavního pásu, kterou objevil v roce 1893 Auguste Charlois

## Doprava
- Silnice II/377 je česká silnice II. třídy vedoucí na trase Tišnov – Černá Hora – / Rájec-Jestřebí – Sloup peáž s II/373 – Drahany – Plumlov – Prostějov[1]

## Ostatní
- +377 je mezinárodní telefonní předvolba Monaka

## Roky
- 377
- 377 př. n. l.